# Hypodontolaimus mediterraneus
Hypodontolaimus mediterraneus is een rondwormensoort uit de familie van de Chromadoridae. De wetenschappelijke naam van de soort is voor het eerst geldig gepubliceerd in 1949 door Brunetti.